# Wichern-Verlag
Der Wichern-Verlag ist ein protestantisch geprägter Verlag in Berlin, dessen Name sich auf den „evangelischen Kirchenvater“ Johann Hinrich Wichern (1808–1881) bezieht.

## Geschichte
Am 1. Oktober 1920 wurde der Wichern-Verlag durch den Central-Ausschuss für Innere Mission als „Kommissionsverlag“ des Verlags der Agentur des Rauhen Hauses in Hamburg gegründet. Das Unternehmen vertrieb unter der Leitung von Pfarrer Gerhard Füllkrug zunächst missionarische Schriften aus anderen Verlagen. 1929 beteiligte sich das Evangelische Johannesstift (ebenfalls eine Wichern-Gründung) als Teilhaber an der Verlagsgesellschaft. Die Leitung übernahm von 1930 bis 1937 Friedrich Wittig. Er machte das Unternehmen in den folgenden Jahren durch Veröffentlichungen bekannt, die sich gegen die nationalsozialistische Weltanschauung richteten. Unter den Nationalsozialisten wurde die Verlagsarbeit Einschränkungen unterworfen, jedoch nicht eingestellt.
1938 übernahm Herbert Renner die Verlagsleitung. Im selben Jahr wurde die Firma, einem damaligen Verlangen der politischen Machthaber folgend, in eine Kommandit-Gesellschaft umgewandelt. Sie hieß nun „Wichern-Verlag Herbert Renner KG“. Von 1941 bis 1946 herrschte kriegsbedingt Publikationsstille.
Zum Neuanfang nach dem Krieg gehörte eine Lizenz der britischen Militärregierung, die der Wichern-Verlag am 23. Februar 1946 erhielt. Die Behinderungen der Verbreitung evangelischer Literatur im Osten und der Ost-West-Konflikt kennzeichnen das Verlagsgeschehen der Nachkriegsjahre. Anfang der fünfziger Jahre publizierten die großen kirchlichen Verwaltungen grundlegende Schriften ihrer Häuser im Wichern-Verlag. 1953 schied das Evangelische Johannesstift als Gesellschafter aus. Herbert Renner, der seit 1950 parallel zum Wichern-Verlag das Lutherische Verlagshaus (LVH) aufgebaut hatte, verließ mit den beiden Verlagen im Januar 1954 das Johannesstift, bei dem der Name Wichern-Verlag blieb. Bald darauf, 1955, gab das Johannesstift dem Christlichen Zeitschriftenverein, die Zustimmung zur Gründung einer Wichern-Verlag GmbH. Sie wurde am 16. Dezember vollzogen. Formal betrachtet, war diese Wichern-Verlag GmbH ein neues Unternehmen. Doch Anspruch und Tradition, im Namen Wicherns Bücher und Zeitschriften zu verlegen, blieben ein gleichgerichtetes Bestreben.
Von Anfang der siebziger Jahre bis 1982 ruhte die Verlagstätigkeit. Aktiv blieb zunächst noch der Christliche Zeitschriftenverlag (CZV). Als dieser in eine wirtschaftliche Krise geraten war, legte die Kirchenleitung am 22. Januar 1982 ein Rahmenkonzept zur Neuordnung der evangelischen Publizistik fest. Es sah unter anderem die Reaktivierung des Wichern-Verlags unter der Leitung von Wolfgang Fietkau vor. Die West-Berliner Kirche trat an die Seite des CZV, und 19 weitere Gesellschafter wurden gewonnen, darunter wieder das Evangelische Johannesstift, das Evangelische Jugend- und Fürsorgewerk sowie eine Reihe weiterer, auch privater, Anteilseigner aus Diakonie und Kirche. Zum 1. Juli 1984 erwarb der Wichern-Verlag den CZV-Verlag, um auch dessen Programm, dazu den „Evangelischen Kirchenkalender“ und den ökumenischen Andachtskalender „Brot für den Tag“ weiterzuführen. Das Evangelische Kirchengesangbuch wird ebenso in diesem Programm-Bereich vertrieben. Von 1983 bis 1989 waren thematische Akzente „Zeitzeugen“, „Kirche unterwegs“, „Die Bibel weitererzählen“. Besonderer Schwerpunkt war jedoch bis 1989 „Christen in der DDR“.
Seit 2001 liegt die Verlagsleitung bei Elke Rutzenhöfer.

## Die Aktivitäten
Der Wichern-Verlag ist der am weitesten östlich gelegene evangelische Verlag in Deutschland, der über eine volle verlegerische Leistungspalette verfügt. Durch die integrierte Agentur ist der Verlag in der Lage, Gestaltungsaufträge für Kirche und Diakonie zu übernehmen. Er führt für verschiedene Auftraggeber Regieaufträge aus und macht Angebote für Beratung und Produktion von Drucksachen der Gemeinden, Vereine und Organisationen.
Neben dem Buchprogramm erscheinen im Wichern-Verlag eine Reihe von Periodika. Die evangelische Wochenzeitung „Die Kirche“ (zuvor benannt: „Berliner Sonntagsblatt“ bzw. „Berlin-Brandenburgisches Sonntagsblatt“) ist mit einer Auflage von etwa 12.500 Exemplaren in Berlin, Brandenburg und einem Teil der Oberlausitz verbreitet. Seit 1992 erscheint im Wichern-Verlag auch das monatliche Missionsblatt „Frohe Botschaft“ mit einer Auflage von 40.000. Seit 1984 publiziert der Verlag die Berliner Theologische Zeitschrift (BThZ) der Humboldt-Universität zu Berlin.

## Das Buchprogramm
In den letzten anderthalb Jahrzehnten wurden vorrangig Bücher mit zeitgeschichtlichem Bezug herausgegeben. Viele dieser Bücher dokumentieren, was evangelische Christen zur Lösung politischer, sozialer und ideologischer Fragen beizutragen haben. Damit wird ein Forum für wichtige gesellschaftliche Diskussionen mit kirchlicher und theologischer Relevanz geboten. Die Titel dieses Themenbereichs beschäftigen sich überwiegend mit Aspekten der Lebensgestaltung, unter anderem mit Erziehung, Bildung, Familie, Partnerschaft, Sterben, aber auch mit Genforschung oder Medienpolitik.
Ein besonderer Schwerpunkt sind mehrere Titel, die sich mit der Rolle der Kirche im Nationalsozialismus beschäftigen sowie Biografien von Menschen, die ihren Glauben in dieser Zeit auch gegen Widerstände gelebt haben. Auch Berichte über und Tagebücher von Überlebenden der Verfolgung durch den Nationalsozialismus finden sich hier.
Autorinnen und Autoren sind unter anderen: Uwe Birnstein, Jürgen Fliege, Hans-Otto Furian, Wolfgang Huber, Elisabeth Moltmann-Wendel, Frank Pauli, Joachim Roering, Helmut Ruppel, Jizchak Schwersenz, Wolfgang See, Norbert Sommer, Angelika Thol-Hauke, Wolfgang Weiß, Friedrich Winter, Shlomo Wolkowicz, Wolf-Dieter Zimmermann.
In Anthologien des Verlages schreiben zahlreiche Prominente aus Politik und Gesellschaft.